# La ambulancia (película)
La ambulancia es una película de terror, con algunos toques de intriga y humor, escrita y dirigida por Larry Cohen en 1990.

## Argumento
Josh (Eric Roberts), un dibujante de cómics de Nueva York, conoce a Cheryl e intenta iniciar amistad con ella. Entonces, Cheryl sufre un desvanecimiento, siendo recogida por una vieja ambulancia (específicamente una Cadillac Ambulance Miller-Meteor 'Lifeliner' de 1973). Josh intenta dar con Cheryl en los hospitales de la ciudad, encontrando que nadie sabe nada de ella. Josh continua investigando con la ayuda de un policía (James Earl Jones), descubriendo que la de Cheryl no es la única desaparición relacionada con la misteriosa ambulancia, y hallándose cada vez más el mismo en mayor peligro.

## Comentario
La ambulancia está ambientada en la ciudad de Nueva York, donde fue igualmente rodada, y se estrenó en los Estados Unidos el 31 de marzo de 1990,  Con ciertos toques de comedia, forma parte de la serie de películas de cine fantástico que Larry Cohen, guionista y director, viene firmando desde los años 70, entre las que se hallan Estoy vivo (It's Alive), Demon (God Told Me To), o La serpiente voladora (Q - The Winged Serpent).
Sobre su trabajo con el protagonista, Eric Roberts, con el que no había contado inicialmente, Cohen afirmaría: «Procuré dirigirle para que interpretara el papel del modo más simpático posible.(...) Intenté que hiciera un personaje amable con el que la gente pudiera identificarse. Después, mucha gente me dijo que había sido una interpretación mucho más suave y cálida de lo que es habitual en el actor». (entrevista para el libro Cohen & Lustig, Ángel Sala y otros. Semana de cine fantástico y de terror, San Sebastián, 1998)
Como curiosidad, el jefe del personaje de Eric Roberts, quien interpreta a un dibujante de cómics, es Stan Lee, el conocido creador de famosos personajes de la editorial de comics Marvel, quien ha tenido pequeños papeles en otras películas relacionadas con sus historias, como fue el caso de Hulk o Spider-Man.